# Kilberry, Kildare
Kilberry är en ort i republiken Irland.   Den ligger i grevskapet Kildare och provinsen Leinster, i den centrala delen av landet, 60 km sydväst om huvudstaden Dublin. Kilberry ligger 59 meter över havet och antalet invånare är 408.
Terrängen runt Kilberry är platt. Runt Kilberry är det ganska glesbefolkat, med 27 invånare per kvadratkilometer. Närmaste större samhälle är Athy, 5,9 km söder om Kilberry. Trakten runt Kilberry består till största delen av jordbruksmark.